# Cypridoidea
Super-famille
Synonymes
Cypridacea Jones, 1901
Les Cypridoidea sont une superfamille de crustacés de la classe des ostracodes, de la sous-classe des Podocopa, de l'ordre des Podocopida et du sous-ordre des Cypridocopina.

## Liste des familles
- Candonidae
- †Cyprideidae
- Cyprididae
- Ilyocyprididae
- Notodromadidae